# Sidney Corbett
Sidney Corbett (ur. 26 kwietnia 1960 w Chicago) – amerykański kompozytor i pedagog.

## Życiorys
Studiował filozofię i muzykę na Uniwersytecie Kalifornijskim w Los Angeles, Uniwersytecie Yale oraz w Wyższej Szkole Muzyki i Teatru w Hamburgu (u Györgya Ligetiego).
Wykładowca kompozycji w Hochschule für Musik und Darstellende Kunst Mannheim.
Komponuje utwory sceniczne, orkiestrowe, kameralne i wokalne. Jego utwory zamawiały Westdeutscher Rundfunk, Berliner Philharmoniker, Radio-Sinfonieorchester Stuttgart.